# Chasseuse de géants
Pour plus de détails, voir Fiche technique et Distribution.
Chasseuse de géants (titre original : I Kill Giants) est un film belgo-britannico-américano-chinois réalisé par Anders Walter, sorti en 2017.
Il s'agit d'une adaptation cinématographique de la bande dessinée I Kill Giants, de Joe Kelly et J. M. Ken Niimura, publiée par Image Comics. Il est présenté pour la première fois au festival international du film de Toronto 2017.

## Synopsis
Barbara, une adolescente solitaire car assez différente des autres, est en conflit permanent avec son entourage. Au collège, elle ne cesse d'alterner les rendez-vous avec la psychologue et les allers-retours dans le bureau du proviseur. Les adultes qui l'entourent s'inquiètent de son obsession pour les Géants.

## Fiche technique
Sauf indication contraire, les informations mentionnées dans cette section peuvent être confirmées par la base de données cinématographiques IMDb,  présente dans la section « Liens externes ».
- Titre original : I Kill Giants
- Titre français : Chasseuse de géants
- Réalisation : Anders Walter
- Scénario : Joe Kelly, d'après I Kill Giants de Joe Kelly et J. M. Ken Niimura
- Direction artistique : Gilles Balabaud et Tamara Conboy
- Décors : Susie Cullen
- Costumes : Charlotte Willems
- Photographie : Rasmus Heise
- Montage : Lars Wissing
- Musique : Laurent Perez del Mar
- Production : Michael Barnathan, Chris Columbus, Kyle Franke, Kim Magnusson, Adrian Politowski et Nick Spicer

Producteurs délégués : Johanna Hogan, Joe Kelly, Michelle Miller, Justin Nappi et Mark Radcliffe
- Sociétés de production : Umedia, Having Me Films, 1492 Pictures, Treehouse Pictures, XYZ Films, Man of Action Studios, Parallel Films et Adonais Productions
- Sociétés de distribution : RLJ Entertainment (États-Unis), The Jokers (France)
- Budget : n/a
- Pays d'origine :  Belgique,  Royaume-Uni,  États-Unis,  Chine
- Langue originale : anglais
- Format : couleur - son Dolby Atmos
- Genre : thriller, drame, fantastique, aventure
- Durée : 104 minutes
- Dates de sortie[1] :
  - Canada : 9 septembre 2017 (festival de Toronto)
  - États-Unis : 23 mars 2018
  - France : 27 mai 2018 (Paris)[2] ; 2 juin 2018 (VOD)[3],[4] ; 6 juin 2018 (DVD et Blu-ray)[4],[5]
  - Suisse romande : 7 juillet 2018 (Festival international du film fantastique de Neuchâtel 2018)

## Distribution
- Madison Wolfe (VFB : Aaricia Dubois) : Barbara
- Imogen Poots (VFB : Mélanie Dermont) : Karen
- Sydney Wade (VFB : Sophie Pyronnet) : Sophia
- Rory Jackson (VFB : Helena Coppejans) : Taylor
- Zoe Saldana (VFB : Sophie Frison) : Mme Mollé
- Noel Clarke : M. Mollé
- Jennifer Ehle : Mme Thorson
- Ciara O'Callaghan : Theresa Tuzzo
- Art Parkinson (VFB : Pierre Le Bec) : Dave

## Production

### Genèse et développement
En mars 2015, il est annoncé que la bande dessinée I Kill Giants de Joe Kelly et Ken Niimura va être adaptée au cinéma. Joe Kelly écrit lui-même le scénario. Chris Columbus participe à la production via sa société 1492 Pictures, avec le soutien d'Ocean Blue Entertainment, Man of Action Studios XYZ Films. Le Danois Anders Walter est ensuite annoncé comme réalisateur. Il s'agit de son premier long métrage.

### Attribution des rôles
En septembre 2015, Zoe Saldana et Madison Wolfe sont confirmées, la seconde est choisie pour le rôle principal de Barbara, après un casting d'environ 500 jeunes actrices. Zoe Saldana incarne quant à elle la psychologue, Mme Mollé. En septembre 2016, Imogen Poots rejoint la distribution.

### Tournage
Le tournage débute le 27 septembre 2016,. Il a lieu en Belgique (AED Studios de Lint, au Sahara de Lommel, Eupen, etc.) ainsi qu'en Irlande.

## Musique
- Something So Strong - Rasmus Walter (en)
- Under The Stars - London Grammar